# عمارت کمندی
عمارت کمندی مربوط به دوره قاجار است و در بوشهر، خیابان انقلاب، کوچه روبروی بانک مسکن واقع شده و این اثر در تاریخ ۱۲ بهمن ۱۳۸۱ با شمارهٔ ثبت ۷۴۶۵ به‌عنوان یکی از آثار ملی ایران به ثبت رسیده است.